# Demon Hunter
Demon Hunter ist eine christliche Metalcore-Band aus Seattle, Washington in den USA.

## Geschichte
Demon Hunter wurde von den Brüdern Ryan (Gesang, Gitarre, Bass) und Don Clark (Gitarre, Bass) gegründet. Zusammen mit Jesse Sprinkle (Schlagzeug) veröffentlichten sie im Oktober 2002 bei Solid State Records ihr Debütalbum Demon Hunter.
Während ihrer ersten Tour zusammen mit Extol und The Agony Scene nahmen sie Jon Dunn (Bass) in die Band auf und wurden zusätzlich während der Tour von Kris McCaddon (Gitarre) unterstützt.
Am 4. Mai 2004 veröffentlichten sie ihr zweites Album Summer of Darkness. Dieses hatte großen Erfolg; u. a. wurde das Musikvideo zu Not Ready to Die auf MTV2 gezeigt und die Single My Heartstrings Come Undone wurde Teil des Resident Evil: Apocalypse-Soundtracks.
An diesem Album wirkten vier Gastsänger mit: Mike Williams von The Agony Scene, Howard Jones von Killswitch Engage, Brock Lindow von 36 Crazyfists und Trevor McNevan von Thousand Foot Krutch.
Während der folgenden Tour mit Dead Poetic und Haste the Day vertrat Tim „Yogi“ Watts Jesse Sprinkle am Schlagzeug und ersetzte ihn schließlich 2005 bei den Aufnahmen für The Triptych dauerhaft, weil dieser zu Dead Poetic wechselte. Außerdem wurde Kris McCaddon durch Ethan Luck (The O.C. Supertones, The Dingees) ersetzt. The Triptych konnte noch größeren Erfolg als das Vorgängeralbum verbuchen. Zur ersten Single Undying wurde auch ein Video, in dem Chris Simms (As I Lay Dying, Lamb of God, Zao) Regie führte, veröffentlicht.

## Diskografie

### Studioalben
| Jahr | Titel                           | Höchstplatzierung, Gesamtwochen, AuszeichnungChartplatzierungen (Jahr, Titel, Platzierungen, Wochen, Auszeichnungen, Anmerkungen) | Höchstplatzierung, Gesamtwochen, AuszeichnungChartplatzierungen (Jahr, Titel, Platzierungen, Wochen, Auszeichnungen, Anmerkungen) | Anmerkungen                            |
| Jahr | Titel                           | US | Christ | Anmerkungen                            |
| ---- | ------------------------------- | --- | --- | -------------------------------------- |
| 2002 | Demon Hunter                    | — | — | Erstveröffentlichung: 22. Oktober 2002 |
| 2004 | Summer of Darkness              | — | Christ23 (2 Wo.)Christ | Erstveröffentlichung: 4. Mai 2004      |
| 2005 | The Triptych                    | US136 (1 Wo.)US | Christ10 (8 Wo.)Christ | Erstveröffentlichung: 25. Oktober 2005 |
| 2007 | Storm the Gates of Hell         | US85 (1 Wo.)US | Christ3 (19 Wo.)Christ | Erstveröffentlichung: 6. November 2007 |
| 2010 | The World Is a Thorn            | US39 (2 Wo.)US | Christ2 (18 Wo.)Christ | Erstveröffentlichung: 9. März 2010     |
| 2012 | True Defiance                   | US36 (3 Wo.)US | Christ2 (15 Wo.)Christ | Erstveröffentlichung: 10. April 2012   |
| 2014 | Extremist                       | US16 (2 Wo.)US | Christ2 (20 Wo.)Christ | Erstveröffentlichung: 18. März 2014    |
| 2017 | Outlive                         | US25 (1 Wo.)US | Christ2 (3 Wo.)Christ | Erstveröffentlichung: 31. März 2017    |
| 2019 | War                             | US55 (1 Wo.)US | Christ2 (2 Wo.)Christ | Erstveröffentlichung: 1. März 2019     |
| 2019 | Peace                           | US25 (1 Wo.)US | Christ3 (2 Wo.)Christ | Erstveröffentlichung: 1. März 2019     |
| 2021 | Songs of Death and Resurrection | — | Christ3 (1 Wo.)Christ | Erstveröffentlichung: 5. März 2021     |
| 2022 | Exile                           | US200 (1 Wo.)US | Christ2 (1 Wo.)Christ | Erstveröffentlichung: 28. Oktober 2022 |

### Livealben
| Jahr | Titel             | Höchstplatzierung, Gesamtwochen, AuszeichnungChartsChartplatzierungen (Jahr, Titel, Platzierungen, Wochen, Auszeichnungen, Anmerkungen) | Anmerkungen                             |
| Jahr | Titel             | Christ | Anmerkungen                             |
| ---- | ----------------- | --- | --------------------------------------- |
| 2008 | 45 Days           | Christ40 (1 Wo.)Christ | Erstveröffentlichung: 25. November 2008 |
| 2009 | Live in Nashville | Christ47 (1 Wo.)Christ | Erstveröffentlichung: 27. Januar 2009   |

### Kompilationen
- 2007: Double Take: Demon Hunter
- 2011: Death, a Destination

### Singles
| Jahr | Titel Album                  | Höchstplatzierung, Gesamtwochen, AuszeichnungChartsChartplatzierungen (Jahr, Titel, Album, Platzierungen, Wochen, Auszeichnungen, Anmerkungen) | Anmerkungen                             |
| Jahr | Titel Album                  | Christ | Anmerkungen                             |
| ---- | ---------------------------- | --- | --------------------------------------- |
| 2014 | Artificial Light Extremist   | Christ49 (1 Wo.)Christ |                                         |
| 2014 | The Last One Alive Extremist | Christ38 (1 Wo.)Christ |                                         |
| 2014 | I Will Fail You Extremist    | Christ37 (1 Wo.)Christ |                                         |
| 2018 | On My Side War               | Christ45 (1 Wo.)Christ | Erstveröffentlichung: 14. Dezember 2018 |

Weitere Singles
- 2002: Infected
- 2002: Through the Black
- 2003: My Throat Is an Open Grave
- 2004: Not Ready to Die
- 2004: My Heartstrings Come Undone
- 2005: Undying
- 2006: One Thousand Apologies
- 2006: Not I
- 2007: Snap Your Fingers, Snap Your Neck
- 2007: Fading Away
- 2007: Carry Me Down
- 2010: Collapsing (feat. Björn Strid)
- 2010: Driving Nails
- 2010: Blood in the Tears
- 2010: LifeWar
- 2010: The Wind
- 2012: My Destiny
- 2012: God Forsaken
- 2013: Dead Flowers
- 2013: Someone to Hate
- 2016: Cold Winter Sun
- 2017: Died in My Sleep
- 2017: Half as Dead
- 2017: Raining Down
- 2018: Peace
- 2019: The Negative
- 2019: Rescue Myself
- 2019: Close Enough
- 2019: More Than Bones
- 2019: Ash
- 2022: Heaven Don’t Cry
- 2022: Master
- 2023: The Brink
- 2024: Worlds Apart
- 2024: Black Stained Glass
- 2025: Falling Apart (mit Set The Sun)
- 2025: I'm Done
- 2025: Light Bends
- 2025: Sorrow Light The Way